# Pentalogija
Pentalogija je književno ili narativno djelo koje se sastoji od pet dijelova od kojih se svaki može smatrati posebnim djelom. 

## Vanjske poveznice
- Pentalogija